# Land- und Stadtgericht Schneidemühl
Das Land- und Stadtgericht Schneidemühl war von 1834 bis 1849 ein preußisches Land- und Stadtgericht mit Sitz in Schneidemühl.

## Geschichte
Nach dem Ende der Franzosenzeit wurde die der französische Gerichtsorganisation entsprechende Gerichtsorganisation im Herzogtum Warschau 1815 zunächst von Preußen übernommen. Das Friedensgericht Schneidemühl wurde fortgeführt und dem Landgericht Schneidemühl zugeordnet. 1834 wurde die Gerichtsorganisation geändert und einheitlich Land- und Stadtgerichte gebildet. In dem Sprengel des neu geschaffenen Oberlandesgerichtes Bromberg bestanden 9 dieser Gerichte, darunter das Land- und Stadtgericht Schneidemühl.
Das Land- und Stadtgericht Schneidemühl war für den Kreis Chodziesen zuständig. Dazu gehörten die Städte Schneidemühl mit 3385 Einwohnern (1838), Budsin mit 1308 Einwohnern, Chodziesen mit 2925 Einwohnern, Margonin mit 1765 Einwohnern, Samotschin mit 1814 Einwohnern und Usch mit 1383 Einwohnern sowie 175 Dorfschaften mit 25.275 Einwohnern. Zusammen gab es damit 37.859 Gerichtseingesessene. Gerichtstage wurden in Chodziesen und Margonin gehalten.
Am Gericht waren ein Direktor, sechs Richter, neun Subalterne und sechs Unterbeamte beschäftigt. Es war damit ein Land- und Stadtgericht 1. Klasse. Diese wirkten bei wesentlichen Fällen als Kollegialorgan.
1848 wurden zwei Gerichtskommissionen in Chodziesen und Margonin gebildet.
1849 wurden die Land- und Stadtgerichte aufgelöst und durch Kreisgerichte ersetzt. Damit entstand das Kreisgericht Schneidemühl im Sprengel des Appellationsgerichts Bromberg.